# Saison 1985-1986 de la LIH
Saison précédente Saison suivante
La Saison 1985-1986 est la quarante-et-unième saison de la ligue internationale de hockey.
Les Lumberjacks de Muskegon remportent la Coupe Turner en battant les Komets de Fort Wayne en série éliminatoire.

## Saison régulière
Ajout à la ligue avant le début de la saison des Spirits de Flint. Les Generals de Flint quant à eux sont vendus et relocalisés pour devenir les Generals de Saginaw.

### Classement de la saison régulière
Pour les significations des abréviations, voir Statistiques du hockey sur glace.
| Équipe                  | PJ | V  | D  | N | DP | PTS | Bp  | Bc  |
| ----------------------- | -- | -- | -- | - | -- | --- | --- | --- |
| Lumberjacks de Muskegon | 82 | 50 | 27 | 0 | 5  | 105 | 376 | 290 |
| Wings de Kalamazoo      | 82 | 47 | 29 | 0 | 6  | 100 | 341 | 310 |
| Generals de Saginaw     | 82 | 41 | 33 | 0 | 8  | 90  | 318 | 285 |
| Goaldiggers de Toledo   | 82 | 24 | 48 | 0 | 10 | 58  | 293 | 421 |
| Spirits de Flint        | 82 | 16 | 60 | 0 | 6  | 38  | 270 | 495 |

| Équipe                     | PJ | V  | D  | N | DP | PTS | Bp  | Bc  |
| -------------------------- | -- | -- | -- | - | -- | --- | --- | --- |
| Komets de Fort Wayne       | 82 | 52 | 22 | 0 | 8  | 112 | 345 | 263 |
| Admirals de Milwaukee      | 82 | 48 | 28 | 1 | 5  | 102 | 368 | 306 |
| Rivermen de Peoria         | 82 | 46 | 31 | 0 | 5  | 97  | 338 | 297 |
| Golden Eagles de Salt Lake | 82 | 44 | 36 | 0 | 2  | 90  | 340 | 325 |
| Checkers d'Indianapolis    | 82 | 41 | 35 | 1 | 5  | 88  | 296 | 303 |

### Meilleurs pointeurs
Nota : PJ = Parties Jouées, B  = Buts, A = Aides, Pts = Points
| Joueur          | Équipe          | PJ | B  | A  | Pts |
| --------------- | --------------- | -- | -- | -- | --- |
| Scott MacLeod   | Salt Lake       | 77 | 54 | 80 | 134 |
| Brent Sapergia  | Salt Lake       | 80 | 58 | 65 | 123 |
| Jock Callander  | Muskegon        | 82 | 39 | 72 | 111 |
| Scott Gruhl     | Muskegon        | 82 | 59 | 50 | 109 |
| Jeff Pyle       | Saginaw         | 80 | 39 | 70 | 109 |
| Bill Terry (en) | Kalamazoo       | 78 | 43 | 66 | 109 |
| Guy Benoit      | Toledo/Muskegon | 68 | 47 | 58 | 105 |
| Dave Michayluk  | Muskegon        | 77 | 52 | 52 | 104 |
| Jim Egerton     | Flint           | 76 | 46 | 56 | 102 |
| Wayne Crawford  | Kalamazoo       | 77 | 51 | 51 | 102 |

## Trophées remis
- Collectifs :
- Coupe Turner (champion des séries éliminatoires) : Lumberjacks de Muskegon.
- Trophée Fred-A.-Huber (champion de la saison régulière) : Komets de Fort Wayne.
- Individuels :
  - Trophée du commissaire (meilleur entraîneur) : Rob Laird, Komets de Fort Wayne.
  - Trophée Leo-P.-Lamoureux (meilleur pointeur) : Scott MacLeod, Golden Eagles de Salt Lake.
  - Trophée James-Gatschene (MVP) : Darrell May, Rivermen de Peoria.
  - Trophée Garry-F.-Longman (meilleur joueur recrue) : Guy Benoit, Lumberjacks de Muskegon.
  - Trophée Ken-McKenzie (meilleur recrue américaine) : Brian Noonan, Generals de Saginaw.
  - Trophée des gouverneurs (meilleur défenseur) : Jim Burton, Komets de Fort Wayne.
  - Trophée James-Norris (gardien avec la plus faible moyenne de buts alloués) : Eldon Reddick et Rick St. Croix, Komets de Fort Wayne.